# Александар Коларов
Александар Коларов е бивш сръбски футболист, роден на 10 ноември 1985 г. в Белград.

## Клубна кариера
Коларов започва кариерата си в местния Чукарички през 2004 г. През лятото на 2007 г. преминава в италианския Лацио за 800 000 евро. През 2010 той преминава в отбора на Манчестър Сити за 5 години, а сумата платена за него е около 38 милиона паунда.

## Национален отбор
Александар Коларов е ключов играч на младежкия национален отбор, който през 2007 г. играе финал на Европейското първенство. Избран е в идеалния отбор на първенството. За мъжкия отбор дебютира през 2008 г., а през 2010 г. изиграва два мача за Сърбия на Световното първенство.

## Успехи
Лацио
- Копа Италия
  - Носител: 2009
- Суперкопа Италиана

Манчестър Сити
- ФА Къп (2011)
- Висша лига (2012)
  - Носител: 2009

 Сърбия (мл.)
- Европейско първенство
  - Финалист: 2007